# Synetister pilosus
Synetister pilosus är en skalbaggsart som beskrevs av August Reichensperger 1924. Synetister pilosus ingår i släktet Synetister och familjen stumpbaggar. Inga underarter finns listade i Catalogue of Life.